# Schaopedobbe
De Schaopedobbe (of Schapenpoel) is een natuurgebied bij Elsloo in de provincie Friesland. 
Het gebied is eigendom van It Fryske Gea en bestaat uit een afwisseling van droge en minder droge heideveldjes, voormalige hooilandjes, boomgroepen, bos en singels, en een zandverstuiving.
De Schaopedobbe kwam aan haar naam doordat de heideschapen hierin vroeger werden gewassen voordat ze werden geschoren. De dobbe ligt ongeveer 1,5 meter boven de omgeving.
Aan de zuidwestzijde is 22 hectare landbouwgebied aan het gebied toegevoegd. De bovenste laag werd machinaal verwijderd om de heide te laten terugkeren. Op drie plekken zijn tevens oude watertjes teruggekeerd. De werkzaamheden waren onderdeel van de werken ter realisatie van het Natuurnetwerk Nederland.
Aeltsjemar
· De Alde Feanen
· Bakkeveense Duinen
· Bancopolder
· Bekhofschaans
· Bjirmen
· Blauhúster Puollen
· Bocht fan Molkwar
· Botmar
· Bouwepet
· Buismans Einekoai
· Bûtenfjild
· Van Coehoornbosk
· Delleboersterheide
· Diakonieveen
· Dobbe Stienser Aldlân
· Dobben Hurdegarypsterwarren
· Dunegeaster- en Follegeasterpolder
· Dyksfearten
· Eanjumerkolken
· Easterskar
· Einekoai Piaam
· Einekoaien Lytse Geast
· De Fluezen
· Grikelân en Turkije
· Grutte Wielen
· Heide Hulstreed
· De Hon
· Huitebuersterbûtenpolder
· Joodse begraafplaats Tacozijl
· Joodse begraafplaats Noordwolde
· Kapellepôle
· Ketelermar
· Ketliker Skar
· Kobbelân
· Lendebos
· Lindevallei
· Liphústerheide
· Makkumersúdmar
· Makkumerwaarden
· Mandefjild
· Martenastate
· Meulebos
· Meulereed
· Mokkebank
· Mûntsebuorsterpolder
· Noard-Fryslân Bûtendyks
· 't Oerd
· Ottema Wiersma reservaat
· Park Huize Olterterp
· Park Jongemastate
· Peazemerlannen
· Petgatten De Feanhoop
· Polders Koarnwert
· Ringwiel
· Rysterbosk
· De Ryp
· Schaopedobbe
· Séfonsterpolder
· Sippen-finnen
· Skiedingsboskje
· Slachtedyk
· Steile Bank
· Stokersdobbe
· Sudermarpolder
· Syp Set
· Taconisbosk
· Tsjongerwâlen
· Teroelster Sipen
· Unlân fan Jelsma
· Van Asperen einekoaien
· Warkumermar
· Warkumerwaard
· 't West
· Wilhelmina-oard
· Ychtenerfeanpolder